# Montes Groulx
Montes Groulx (en francés: Monts Groulx) son una serie de colinas altas en el centro geográfico de la provincia de Quebec, al este del embalse de Manicouagan, a unos 300 km al norte de la ciudad de Baie-Comeau, al este de Canadá. Ellos fueron llamados así en 1967 en honor de Lionel Groulx.  El clima y la vegetación son boreales, pero están más cerca a la tundra en las cumbres alpinas.  Los veranos son húmedos y lluviosos, y el invierno puede ser muy frío. Su pico más alto es el Monte Veyrier, que se eleva hasta los 1 104 metros sobre el nivel del mar. Ellos pueden ser considerados parte de la cadena de las Laurentides, que están en la orilla sur del Escudo Canadiense (Bouclier canadien).